# Willow's song

Willow's Song est une ballade composée par Paul Giovanni pour le film The Wicker Man réalisé par Robin Hardy et sorti en 1973. Les paroles sont inspirées d'un poème de George Peele, The Old Wives' Tale (Conte de bonne femme, 1595).
La musique est jouée par le groupe de jazz Magnet. D'après Paul Giovanni, la version à l'écran est chantée par Rachel Verney, tandis que certains pensent qu'il s'agit d'Annie Ross.
La chanson est célèbre pour accompagner la séquence de danse érotique de Willow (Britt Ekland), qui, par ses chants païens et ses coups au mur, tente d'attirer l'attention du pensionnaire de la chambre voisine, le très pieux sergent Neil Howie (Edward Woodward).

## Reprises
- Nature and Organisation : A Dozen Summers Against the World (1994).
- Autour de Lucie : L'échappée belle (1994) sous le titre Island
- Sneaker Pimps : Becoming X (1997).
- Pulp : We Love Life (2001).
- Doves : Lost Sides (2003).
- Faith and the Muse : The Burning Season (2003).
- Seafood : As the Cry Flows (2004).
- Anna Oxygen : This is an Exercise (2006).
- Isobel Campbell : Milkwhite Sheets (2006).
- The Go! Team : Proof of Youth (2007).